# Америабанк
ЗАО «Америабанк» (арм. Ամերիաբանկ ՓԲԸ) — крупнейший банк в Армении, штаб-квартира расположена в Ереване.

## История
Америабанк был основан в 1910 году в качестве филиала Кавказского торгового банка. Во времена Союза ССР Кавказский торговый банк был преобразован в филиал Внешторгбанка СССР. В 1992 году Америабанк выл приватизован, став самостоятельной кредитной организацией и получил лицензию от Центрального банка Армении.
К 2014 году банк трижды выигрывал премию «Лучший банк Армении» по мнению журнала Euromoney.
В феврале 2024 грузинский Bank of Georgia объявил о приобретении 90 % акций банка за 303,6 миллион долларов, сделка была завершена в апреле.